# Chionaema rubrifasciata
Chionaema rubrifasciata är en fjärilsart som beskrevs av Druce 1883. Chionaema rubrifasciata ingår i släktet Chionaema och familjen björnspinnare. Inga underarter finns listade i Catalogue of Life.